# Giorgio Leoni
Giorgio Leoni (sinh ngày 4 tháng 9 năm 1950) là một huấn luyện viên bóng đá chuyên nghiệp người San Marino.

## Sự nghiệp huấn luyện viên
Từ năm 1990 tới năm 1995, ông là huấn luyện viên trưởng Đội tuyển bóng đá quốc gia San Marino.